# Концерт для виолончели с оркестром (Шуман)
Концерт для виолончели с оркестром ля минор, соч. 129 — единственный виолончельный концерт Роберта Шумана, может считаться исторически первым репертуарным концертом для виолончели с оркестром. Путь к прочному месту в репертуаре вместе с тем оказался трудным. Шуман сочинил концерт в двухнедельный срок в октябре 1850 года, находясь в Дюссельдорфе. Этот период был ознаменован творческим подъёмом композитора. Через некоторое время издательство Брайткопф и Гертель согласилось на публикацию сочинения, но Шуман, не найдя подходящего солиста, так и не услышал исполнения своего сочинения при жизни. Премьера состоялась лишь 23 апреля 1860 года, уже после смерти композитора (партию солиста исполнил Людвиг Эберт). Шуман внес корректуры в нотное издание концерта в середине февраля 1854 года всего за неделю с небольшим до последовавшей за этим попытки самоубийства. Только в конце XIX века концерт постепенно стал завоевывать успех, закрепившись в концертном репертуаре в XX веке. Виолончельный концерт вошел в репертуар крупнейших виолончелистов: Пабло Казальса, Григория Пятигорского, Жаклин дю Пре, Мстислава Ростроповича, Пьера Фурнье, Яноша Штаркера, Линна Харрелла, Трульса Мёрка и многих других.

## История создания
Как отмечает историк инструментальных концертов М.Т.Рёдер, виолончельный концерт Шумана — первый концерт для этого инструмента, написанный большим композитором со времен Гайдна, а именно его Ре мажорного концерта 1781 года.
24 октября 1850 года Шуман завершил «Концертштюк для виолончели с оркестровым аккомпанементом» — именно такое жанровое определение было дано композитором изначально. В этот же день состоялся его первый концерт в Дюссельдорфе в качестве дирижёра, где Шуман получил место городского музикдиректора. Жена композитора Клара Шуман записала свои мысли о новом сочинении своего мужа в дневнике: «Романтизм, дух, свежесть, юмор и затем в высшей степени интересное переплетение виолончели и оркестра — все это захватывает. И еще гармоничность и глубокое чувство, наполняющие песенные эпизоды».
Найти как издателя, так и солиста для нового сочинения оказалось не простой задачей. Первое прослушивание нового сочинения с фортепиано состоялось 23 марта 1851 года. Шуман записал в своем дневнике: «Репетиция с Реймерсом и Вазилевским во второй половине дня. Виолончельный концерт». Кристиан Реймерс был виолончелистом в оркестре Дюссельдорфа, а Вильгельм фон Вазилевски был концертмейстером оркестра, позднее ставший биографом Шумана.
В октябре 1851 года Шуман пригласил франкфуртского виолончелиста Роберта Эмиля Бокмюля. Ознакомившись с концертом, Бокмюль предложил Шуману ряд изменений, касающихся партии солиста, а так же метрономов: оригинальный метроном Шумана в первой части был  = 144, в первом издании Шуман изменил его на  = 130, при том что Бокмюль советовал  = 96, но не более  = 100. Шуман отклонил большинство предложений Бокмюля, согласившись лишь снизить метроном первой части. В то же время, под разными предлогами Бокмюль уклонился от исполнения концерта, даже несмотря на то, что приехал в Дюссельдорф весной 1852 года.
1 ноября 1852 года Шуман написал лейпцигскому издателю Фридриху Гофмейстеру, который ранее уже издал его Первую скрипичную сонату:«Концерт для виолончели теперь готов к публикации <…> чувствую, что Вы не будете разочарованы продажами, ведь для этого замечательного инструмента написано так мало». Гофмейстер отклонил предложение Шумана, сочтя его финансово нецелесообразным. Вслед за этим последовала еще одна неудача, на этот раз с издателем Карлом Лукхардом в Касселе, по сходным причинам.

## Критика
Как явствует из дневника Клары Шуман, концерт она считала написанным именно по-виолончельному, в соответствии с характером инструмента: впоследствии этот концерт упрекали именно в чуждом виолончели характере письма. В частности, Бокмюль считал этот концерт трудноисполнимым и при этом недостаточно выигрышным для солиста.

## Музыка
Композиционной особенностью концерта является исполнение всех трех частей attaca: Шуман мастерски соединяет каждую часть между собой. Эта особенность вытекает, с одной стороны, из первоначального жанрового определения: концертштюк, или концертная пьеса. Его Фортепианный концерт также назывался изначально концертштюком. С другой стороны, Шуман в принципе экспериментировал с непрерывностью цикла: например, все части Четвёртой симфонии также идут одна за другой, без перерыва. Словами Флорестана Шуман выразил свое отношение к аплодисментам между частями произведения: «Давно уже собирался я учредить концерты для глухонемых; они послужили бы руководством, научили, как вести себя на концертах, и притом на самых лучших...».
Исследователь творчества Шумана Д. В. Житомирский считал, что главная тема концерта «быть может, убедительнее всего воплощает стилистический идеал позднего Шумана — широкий мелодизм, простоту, доходчивость».

## Состав оркестра
| Струнные                                      |
| скрипки I и II, альты, виолончели, контрабасы |
| Деревянные духовые                            |
| 2 флейты, 2 гобоя, 2 кларнета, 2 фагота       |
| Медные духовые                                |
| 2 валторны in F, 2 трубы in F                 |
| Ударные                                       |
| литавры                                       |